# Citadelle d'Iraj

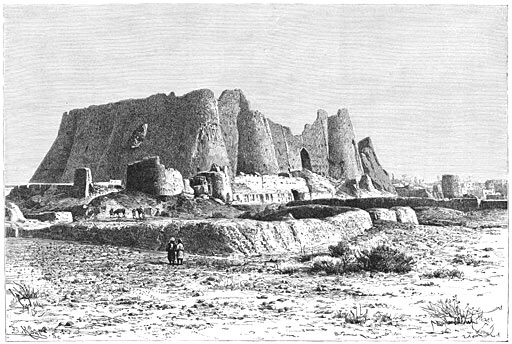
Gravure représentant la citadelle, d'après une photographie prise en 1881 par Jane Dieulafoy

La citadelle d'Iraj (en persan: قلعه ایرج) est une citadelle sassanide située au nord-est de la ville de Varamin en Iran dans la province de Téhéran. Elle a été décrite et photographiée par Jane Dieulafoy pendant son voyage avec son mari en 1881-1882. Cette immense forteresse de briques avec des murs de 12 mètres de hauteur a sans doute été construite en 1280 pour se défendre des attaques des nomades venus du nord. Il n'en reste plus aujourd'hui qu'un porte principale. Elle se trouve sur la route du village de Ja'far Abad.

## Galerie

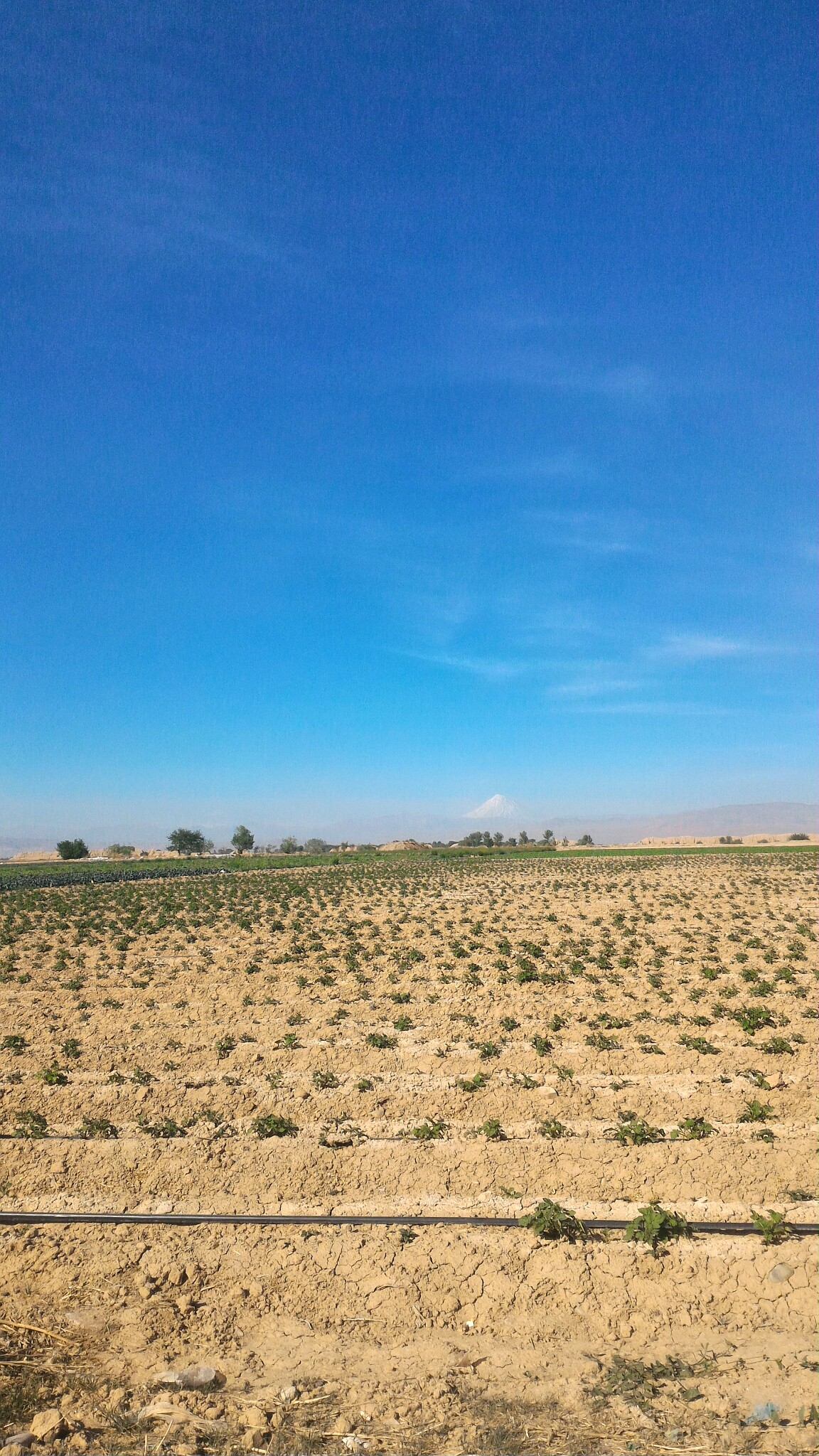
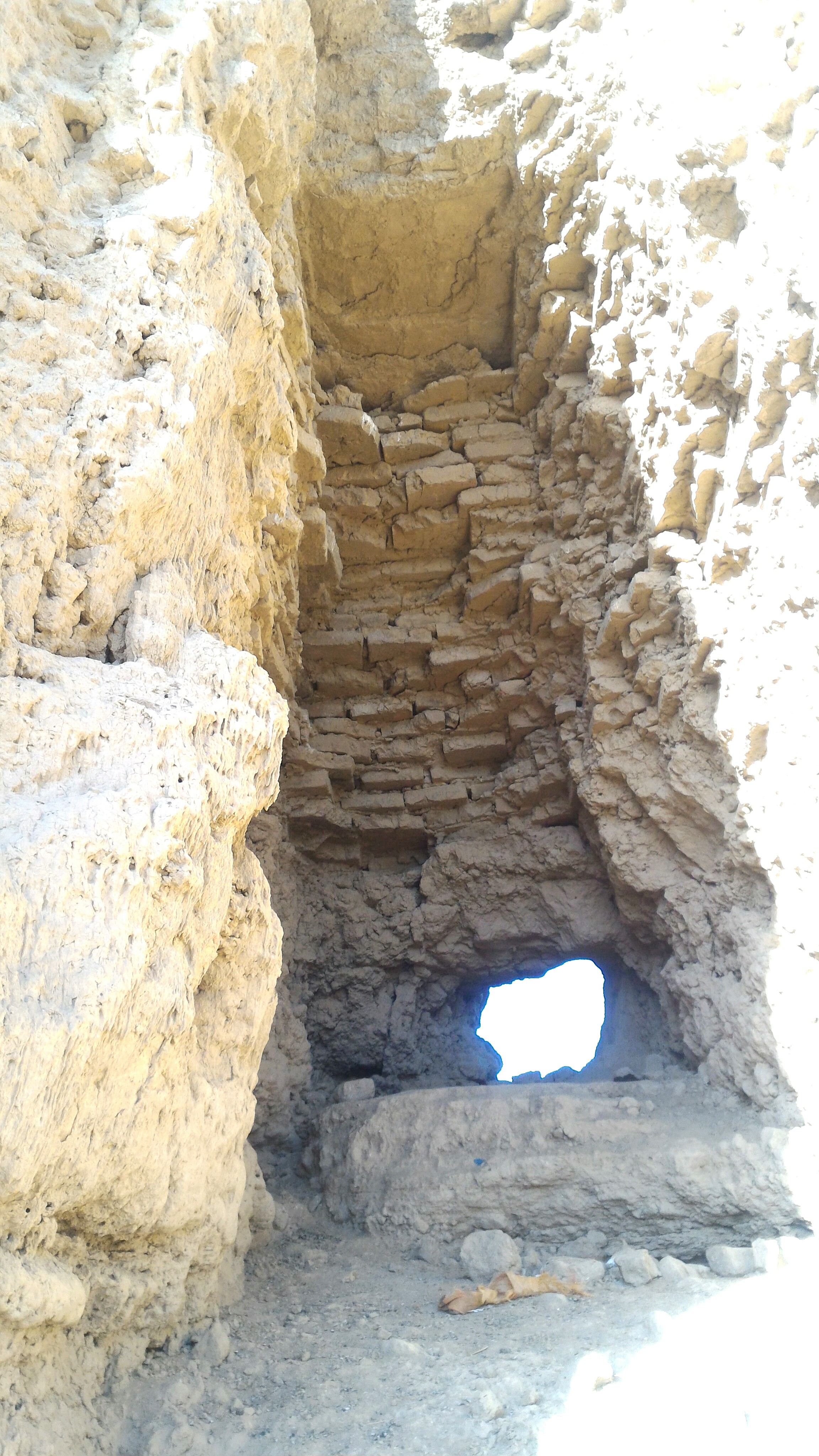
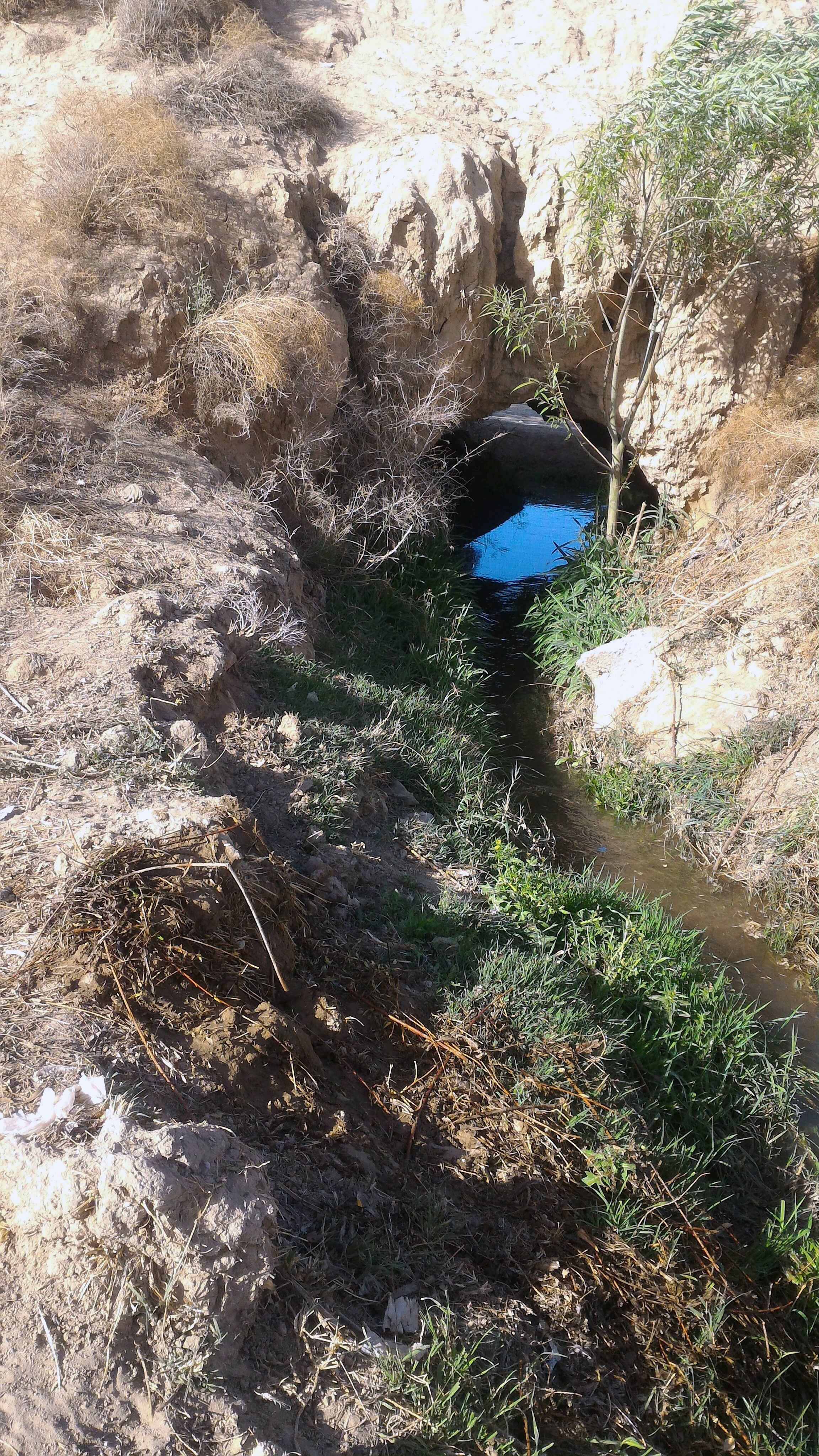
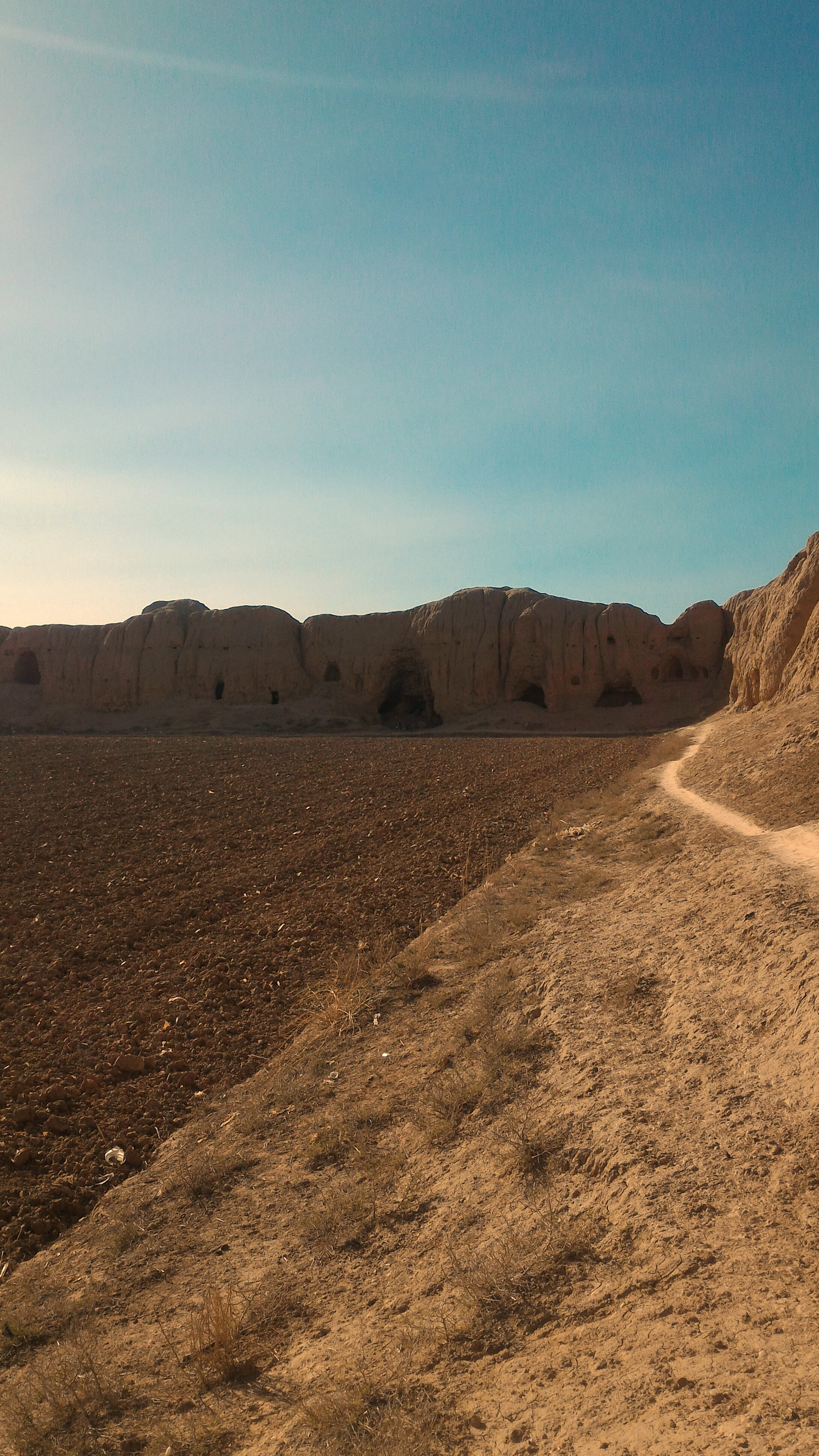